# Luciano Zagari
Luciano Zagari (Roma, 22 novembre 1928 – Pisa, 21 giugno 2008) è stato un critico letterario, saggista e germanista italiano.

## Biografia
Nato da una famiglia liberale radicale antifascista di giuristi calabresi (il padre non si iscrisse mai al partito sopportando gravi difficoltà dal punto di vista professionale), Luciano Zagari studiò a Roma, formandosi, negli anni universitari, tra i giovani raccolti intorno allo storico della filosofia Carlo Antoni. L'interesse per questioni di carattere filosofico sarà del resto una caratteristica di tutta la sua attività successiva. Nel 1952 si laureò in Lettere con una tesi sulla poesia di Friedrich Hölderlin. Dopo un periodo in Germania, tra il 1955 e il 1959, Zagari rientrò in Italia, dove insegnò nei licei sino al 1966. Iniziò in quest'anno la sua lunga carriera di insegnante universitario, a Perugia (1966-1968), Bari (1968-1970), L'Orientale di Napoli (1970 -1987, ricoprendo la carica di Rettore nel biennio 1977-78); fu infine a Pisa (1987-2004), carriera che si protrarrà sino al 2008 in qualità di docente emerito. Nel 1998 fondò l'Associazione italiana di Germanistica, della quale fu il primo presidente. Tenne il suo ultimo corso, concluso poche settimane prima di morire, su "Le mille metamorfosi del teatro di lingua tedesca nel Novecento".

## Il germanista
In cinquantasei anni di attività Zagari diventò uno dei protagonisti degli studi di Germanistica, non solo italiana. Se alcuni autori, quali Hölderlin, Goethe e Gottfried Benn rimarranno sempre al centro dei suoi lavori, lo spazio delle sue analisi si estese di fatto dal preromanticismo sino all'ultimo Novecento. Autore di saggi su Georg Büchner, Bertolt Brecht, Hermann Broch e Franz Kafka, fu tra i primi, in Italia, a interessarsi all'opera dello scrittore austriaco Elias Canetti, del quale tradusse, con la prima moglie Bianca, il romanzo Die Blendung, che diverrà Autodafé, e l'opera teatrale Hochzeit, Nozze.
Negli ultimi anni lavorò intensamente sull'opera di Goethe, concentrandosi sull'elaborazione di una complessa interpretazione, emersa nei suoi ultimi scritti, su cui una notevole influenza hanno i suoi studi intorno al "mito" nell'età romantica.

## Il docente
Nel 1968, durante le contestazioni studentesche, molti docenti dell'ateneo in cui insegnava si videro interrompere le lezioni da commissioni di studenti che valutavano la pertinenza del contenuto dei corsi con il momento politico contemporaneo. Pur essendo su posizioni politiche moderate, Zagari, tra i pochi di quell'anno, poté continuare il suo corso e condurlo a termine: oggetto delle sue lezioni era il teatro dello scrittore tedesco rivoluzionario Georg Büchner.

## Opere
- Paradiso artificiale e Sguardo elegiaco sui flutti. La lirica religiosa di Brentano e la periodizzazione del romanticismo, 1971, Bulzoni
- Mitologia del segno vivente. Una lettura del romanticismo tedesco, 1985, Il Mulino
- Gottfried Benn, un poeta della tarda modernità, 1997, ETS
- La città distrutta di Mnemosyne. Saggi sulla poesia di Friedrich Hölderlin, 1999, ETS
- Sistemi dell'immaginario nell'età di Goethe, 2004, ETS

| Controllo di autorità | VIAF (EN) 94041214 · ISNI (EN) 0000 0001 0926 3761 · SBN CFIV001005 · BAV 495/283948 · LCCN (EN) n85039534 · GND (DE) 121932443 · BNF (FR) cb120561695 (data) · J9U (EN, HE) 987007424527505171 |